# Константин Арианит
Константин Коминато Арианити (итал. Constantino Cominato Arianiti: 1457 или 1456, Дуррес — 8 мая 1530, Монтефьоре-Конка, Римини) — албанский военачальник, дипломат из дворянской семьи.

## Биография
Был сыном Георгия Арианити и его супруги Пьетрины Франконе, апулийской дворянки. После смерти отца, благодаря матери и помощи венецианского сената, его братья и сёстры были признаны патрициями.
В юности он служил в Риме при дворе Папы Сикста IV, который назначал ему пенсию 32 дуката в месяц. После смерти Сикста IV поступил на службу к своей племяннице Марии Бранкович, после смерти которой в 1495 году он стал опекуном и регентом её сына Вильгельма IX, пока в 1499 году не был свергнут и арестован в ходе Второй итальянской войны. Константин был отправлен в Новару, откуда затем бежал в Пизу, где стал военным офицером.
Через некоторое время, он поступил на службу к Папе Юлию II, на службе у которого он был известен, как дипломат. В 1504 году он был отправлен в качестве посла к императору Священной Римской империи Максимилиану I, в результате чего его дипломатические способности были высоко оценены Юлием II.
В период понтификата Льва X он был назначен губернатором города Фано, но через некоторое время вызвал недовольство местных жителей высокими налогами. В 1516 году в городе начались беспорядки, что привело к бегству Константина. Вскоре он был отстранён от управления городом, а город передан Лоренцо II Медичи.
В 1524 году Папа Климент VII передал ему в управление город Фано, должность которого он занимал до своей смерти. Скончался 8 мая 1530 года в своём замке Монтефиоре-Конка.

## Семья
Был женат на Франческе де Монтферрат, в браке с которой у него было 7 детей (сын и 6 дочерей).